# Borgo Orefici

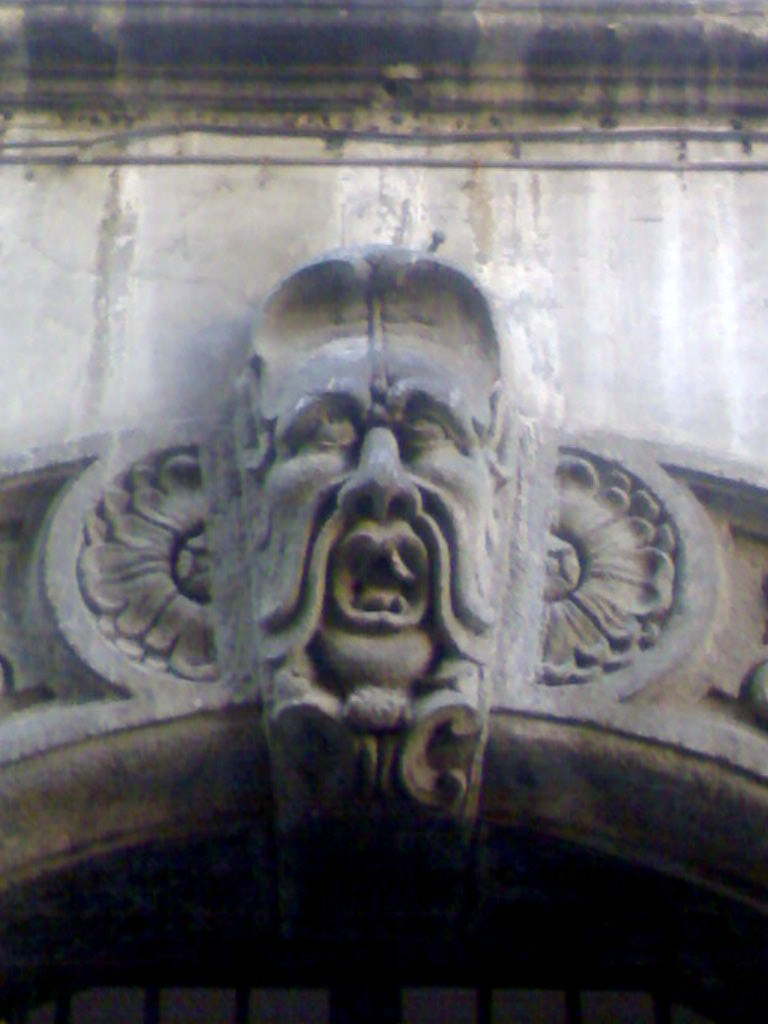
Particolare di uno dei palazzi del borgo

Il Borgo Orefici è uno storico rione di Napoli ricadente nel quartiere Pendino.

## Estensione
Si estende in vicinanza del mare fra via Marina ed il Rettifilo (Corso Umberto I), secondo uno schema di viuzze disposte a dedalo, intorno al fulcro centrale di Piazzetta Orefici. All'interno del rione sono concentrate tutte le più antiche ed importanti botteghe cittadine specializzate nella lavorazione artigianale di prodotti di oreficeria, argenteria e gioielleria.

## Storia

### Medioevo
La prima notizia certa della caratterizzazione del luogo risale al medioevo, quando le botteghe, già esistenti in gran numero, ottennero il riconoscimento ufficiale da Giovanna d'Angiò e si radunarono in corporazione.
I primi maestri orafi erano francesi giunti a Napoli al seguito degli angioini, ben presto affiancati da artigiani locali, che seppero ben presto soppiantare i maestri francesi e riuscirono a creare una tradizione ed una scuola napoletana, conosciuta in tutta Europa fino alla caduta del Regno di Napoli.

### Regno di Napoli
Successivamente, verso la fine del XVII secolo, il Gaspar Méndez de Haro, viceré di Napoli, stabilì l'obbligo di esercitare l'arte degli argentieri e degli orefici unicamente nella zona del borgo, creando di fatto un monopolio a favore della corporazione, che oggi si è evoluta, diventando un consorzio cui hanno aderito la quasi totalità degli operatori orafi della città.

### Unità d'Italia
Tra il 1890 e il 1903 il borgo è stato oggetto di una riqualificazione urbanistica, nell'ambito del Risanamento di Napoli, che ne ha modificato l'assetto. Molti vicoli ed edifici, sia civili che religiosi, furono demoliti per dar spazio a strade più larghe (come nel caso dell'attuale via Saverio Baldacchini).

## Opere famose
È qui che sono state fuse, battute e realizzate le celebri e preziose statue del Tesoro di San Gennaro, nonché gli arredi sacri di moltissime altre chiese napoletane.